# Junta Nacional de Auxilio Escolar y Becas
La Junta Nacional de Auxilio Escolar y Becas (más conocida por su acrónimo, JUNAEB) es un organismo público chileno, con personalidad jurídica y patrimonio propio, sometido a la supervigilancia del presidente de la República a través del Ministerio de Educación (Mineduc), que vela por «hacer efectiva la igualdad de oportunidades ante la educación de niños, niñas y jóvenes en condición de vulnerabilidad económica». Se preocupa fundamentalmente de disponer de alimentación, becas, útiles escolares, auxiliar escolar, etc a todos los estudiantes que por desventajas económicas, sociales, psicológicas o biológicas que lo necesitan. 
Desde el 10 de agosto de 2022, el organismo está dirigido por la socioeconomista Camila Rubio Araya.

## Historia
El 26 de agosto de 1920, durante el gobierno del presidente Juan Luis Sanfuentes, fue promulgada la Ley de Educación Primaria Obligatoria (LEPO), que intentaba fomentar y masificar la educación chilena y eliminar el altísimo analfabetismo que impedía el desarrollo nacional. Sin embargo una cosa era proponer una ley y otra facilitar el acceso a la educación. Se pensó entonces en la creación de un organismo que se preocupara de la promoción y organización de los servicios de alimentación escolar de los alumnos de las escuelas públicas.
Posteriormente, en 1928 durante el primer gobierno de Carlos Ibáñez del Campo, se creó la «Dirección General de Educación Primaria» y las «Juntas Comunales de Auxilio Escolar», las cuales estaban bajo dependencia de la Dirección. Bajo la segunda administración de Ibáñez del Campo en 1953, se creó la «Junta Nacional de Auxilio Escolar» (JUNAE), unificando la administración de los Servicios de Auxilio Escolar a los estudiantes de las escuelas básicas del país.
Durante la década de 1960, cambiaron las condiciones sociales y económicas del país, la educación se empezó a masificar y ante la presión de la matrícula en la educación básica y media, se creó en los establecimientos educacionales las dos jornadas escolares (mañana y tarde). Además, se masificó la educación media y universitaria, conllevando a un problema de equidad. En 1964, durante el gobierno del presidente Jorge Alessandri, se reestructuró la organización y mediante la Ley N° 15.720 promulgada el 1 de noviembre de ese año, se le otorgó más atribuciones; creándose como corporación autónoma la «Junta Nacional de Auxilio Escolar y Becas» (JUNAEB). Desde ese entonces el organismo comenzó a ampliar su cobertura de alimentación llegando prácticamente al 100 % de las escuelas públicas.
Con la reforma educacional de la década de 1990, se implementó la Jornada Escolar Completa que significó una presión sobre la alimentación de un mayor número de alumnos. Se ha logrado reducir el analfabetismo y apoyar la educación de más de 1.800.000 alumnos.[cita requerida]
En el año 2002, el Programa Mundial de Alimentos (PMA), organismo dependiente de la Organización de las Naciones Unidas (ONU), reconoció el programa de alimentación escolar de Chile como uno de los cinco mejores del mundo y le solicitó ser socio fundador de la «Red Latinoamericana de Alimentación Escolar» (RAE).

## Misión
Según el sitio web del organismo, su misión es «contribuir a la igualdad de oportunidades dentro del sistema educacional mediante la implementación de políticas públicas y programas sociales; y la entrega oportuna de bienes y servicios a estudiantes en condición de desventaja social, económica, psicológica y/o biológica».

## Áreas de atención
- Becas Estudiantiles:
  - Beca Indígena (BI) para estudiantes de educación básica, media y superior.
  - Beca Presidente de la República para estudiantes de educación media y superior.
  - Beca de Integración Territorial (BIT) para estudiantes de educación media y superior.
  - Beca de Apoyo a la Retención Escolar (BARE) para estudiantes de educación media y superior.
  - Beca Práctica Técnico Profesional (BPTP) para estudiantes de educación media.
  - Beca Polimetales de Arica (BPOL) para estudiantes de educación media y superior.
  - Beca de Mantención Educación Superior (BMES) para estudiantes de educación y superior.
  - Beca Patagonia Aysén (BPA) para estudiantes de educación superior.
  - Beca Aysén (BA) para estudiantes de educación superior.
  - Beca Residencia Indígena (BRI) para estudiantes de educación superior.
  - Beca Vocación de Profesor (BVP) para estudiantes de educación superior.
  - Beca de Residencia Indígena (BRI)
  - Beca de Residencia Insular (BRINS)

- Alimentación:
  - Programa de Alimentación Escolar (PAE): para alumnos y alumnas en condición de vulnerabilidad de educación básica y media, sean estos de establecimientos municipales o particular subvencionados. Provee diariamente desayuno, almuerzo, once, colaciones y cena, según corresponda.
  - Beca de Alimentación para la Educación Superior (BAES)
  - PAE Trabajos Voluntarios
  - Programas Vacaciones
- Salud:
  - Servicios Médicos
  - Salud Bucal
  - Habilidades Para la Vida
- Área de apoyo psicosocial, el cual se imparte por medios de:
  - Programa de Escuelas Abiertas, Programa de Apoyo a la Retención Escolar, Campamentos Recreativos Escolares y Escuelas Saludables Para el Aprendizaje.
- Yo Elijo Mi PC
- Tarjeta Nacional Estudiantil (antiguo Pase Escolar)
- Útiles Escolares
- Residencias Escolares:
  - Programa Residencia Familiar Estudiantil (PRFE)
  - Hogares JUNAEB, que son 18 hogares en total.[6]
  - Residencia Insular (para estudiantes de estudiantes que provienen de la Isla Juan Fernández y Rapa Nui).

## Organización
El organigrama de la Junaeb es el siguiente:
Secretaría General
- Gabinete
  - Oficina de Coordinación de Regiones
- Sub-Departamento  de Comunicaciones
  - Oficina de Atención de Usuarios
  - Oficina de Coordinación Redes
  - Oficina de Caracterización y Satisfaccion Usuaria
- Departamento de Auditoría Interna
- Departamento de Alimentación Estudiantil
  - Sección  de Gestión Administrativa
  - Sección  de Supervisión
  - Sección  de Técnica
  - Sección  de Gestión operativa
- Departamento de Planificación
  - Sección de Planificación, Control de Gestión y Presupuesto
  - Sección  de Gestión de Información
  - Sección  de Estudios

- Departamento de Bienestar Estudiantil
  - Sección de Becas
  - Sección de Asistencia al Estudiante
  - Sección de Salud
  - Sección de Gestión Administrativa
- Departamento Jurídico
  - Sección de Probidad, Transparencia y Gestión Documental
  - Sección  de Procedimientos Disciplinarios y Judiciales
  - Sección  de Asesoría y Control Legal
  - Sección  de Gestión Legal de Contratos
- Departamento de Administración y Finanzas
  - Sección  de Contabilidad
  - Sección  de Finanzas
  - Sección  de Tesorería
  - Sección de Compras
  - Sección  de Administración Interna
- Sub-Departamento de Gestión y Desarrollo de Personas
  - Sección de Personal y Reclutamiento
  - Sección  de Remuneraciones
  - Sección  de Prevención de Riesgo
  - Sección de Calidad de Vida y Bienestar
  - Sección de Desarrollo Organizacional
- Sub-Departamento de Informática
  - Sección  de Desarrollo y Mantención
  - Sección  de Sistemas e Infraestructura
  - Sección  de Soporte

- - Direcciones regionales
    - Unidad de Planificación y Control de Gestión Interno
    - Unidad de Coordinación Regional
    - Unidad de Administración General
    - Unidad Operaciones
    - Unidad de Usuarios

  - Oficinas provinciales

## Directores nacionales
| Titular                     | Partido | Inicio                  | Final                    | Presidente                 |
| --------------------------- | ------- | ----------------------- | ------------------------ | -------------------------- |
| Antonio Infante Barros      | PPD     | 11 de marzo de 1990     | 11 de marzo de 1994      | Patricio Aylwin Azocar     |
| Lysette Henríquez Amestoy   | PS      | 11 de marzo de 1994     | 1999                     | Eduardo Frei Ruiz-Tagle    |
| Ricardo Halabí Caffena      | PDC     | 11 de marzo de 2000     | abril de 2001            | Ricardo Lagos Escobar      |
| Francisco Espejo Elgueta    | Ind.    | 2001                    | 2006                     | Ricardo Lagos Escobar      |
| Francisco Espejo Elgueta    | Ind.    | 11 de marzo de 2006     | 2007                     | Michelle Bachelet Jeria    |
| Cristian Martínez Ahumada   | PS      | 2007                    | 2008                     | Michelle Bachelet Jeria    |
| Gerardo Muñoz Riquelme      | PDC     | 2008                    | 2009                     | Michelle Bachelet Jeria    |
| Juan Carlos Cabezas Beroíza | Ind.    | 1 de enero de 2009      | 11 de marzo de 2010      | Michelle Bachelet Jeria    |
| Juan Carlos Cabezas Beroíza | Ind.    | 11 de marzo de 2010     | 22 de septiembre de 2010 | Sebastián Piñera Echenique |
| Jorge Poblete Aedo          | Ind.    | 2 de mayo de 2012       | 11 de marzo de 2014      | Sebastián Piñera Echenique |
| Jorge Poblete Aedo          | Ind.    | 11 de marzo de 2014     | 26 de junio de 2014      | Michelle Bachelet Jeria    |
| José Miguel Serrano Silva   | PDC     | 12 de diciembre de 2014 | 30 de octubre de 2015    | Michelle Bachelet Jeria    |
| Cristóbal Acevedo Ferrer    | PDC     | 30 de octubre de 2015   | 19 de abril de 2017      | Michelle Bachelet Jeria    |
| Jaime Mario Tohá Lavanderos | PS      | 19 de abril de 2017     | 11 de marzo de 2018      | Michelle Bachelet Jeria    |
| Jaime Mario Tohá Lavanderos | PS      | 11 de marzo de 2018     | 11 de marzo de 2022      | Sebastián Piñera Echenique |
| Jaime Mario Tohá Lavanderos | PS      | 11 de marzo de 2022     | 31 de marzo de 2022      | Gabriel Boric Font         |
| Camila Rubio Araya          | Ind.    | 10 de agosto de 2022    | En el cargo              | Gabriel Boric Font         |